# Pařížská burza
Pařížská burza (francouzsky Bourse de Paris) je oficiální trh s akciemi ve Francii. Burzu vlastní společnost Euronext Paris, která je dceřinou společností skupiny NYSE Euronext. Sídlem burzy je Palais Brongniart v Paříži ve 2. obvodu na náměstí Place de la Bourse.

## Historie

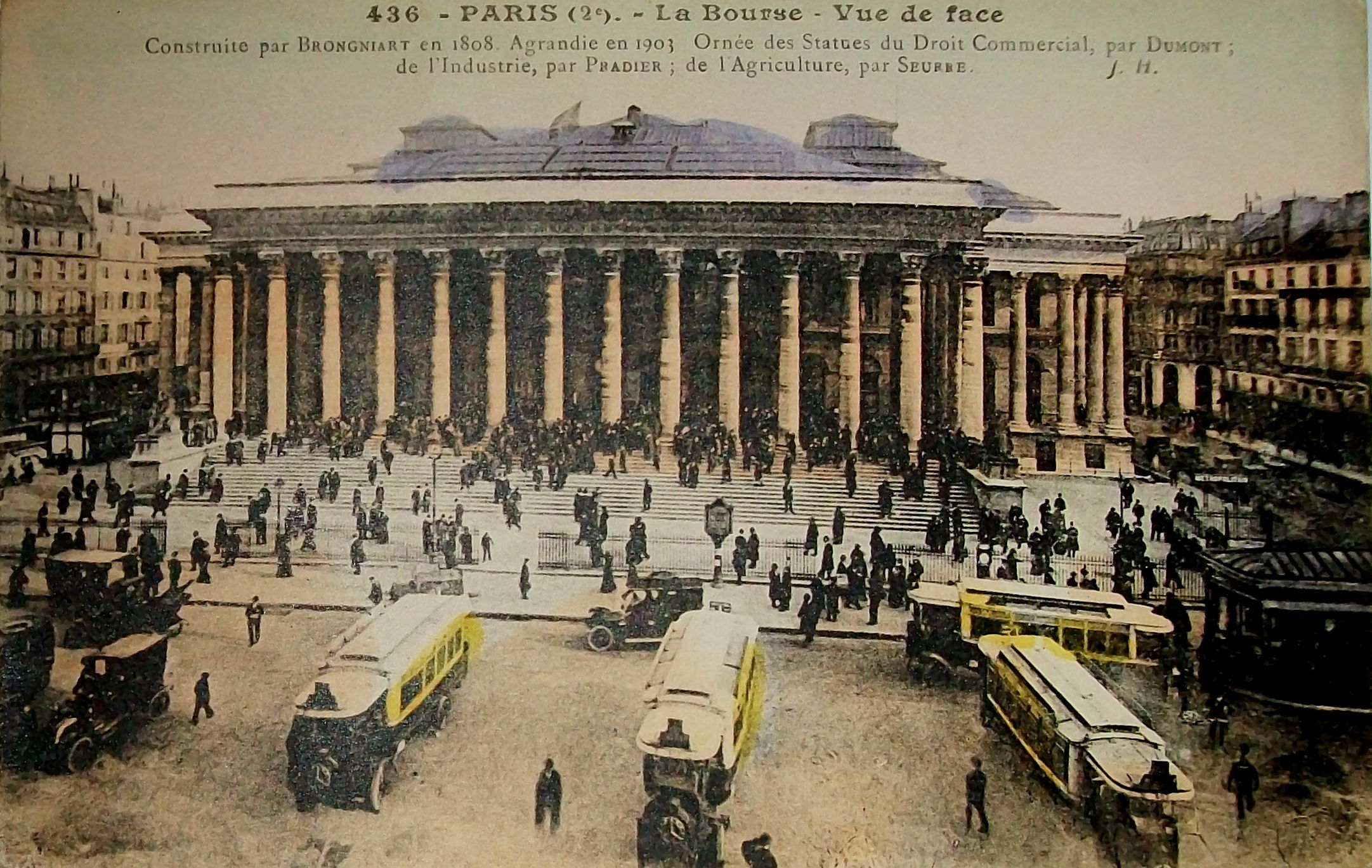
Pohlednice, Pařížská burza kolem roku 1900

V roce 1716 založil původem skotský finančník John Law Všeobecnou banku, jejíž spekulace vedly až k rozsáhlému bankrotu. 24. září 1724 vydala královská státní rada výnos o založení burzy, která měla zabránit spekulativnímu podnikání. Burza nejprve sídlila v Hôtel de Nevers, později se několikrát stěhovala. V roce 1808 Napoleon Bonaparte položil základní kámen paláce, který navrhl architekt Alexandre Théodore Brongniart (1739-1813), a který byl určen jako sídlo burzy. Stavba byla otevřena až 4. listopadu 1826 a burza se sem přestěhovala z Palais Royal, kde sídlila od 2. října 1809. Burza získala na významu v 19. století během průmyslové revoluce, která znamenala rozšiřování železnic, průmyslových podniků a podnikání v koloniích.
Až do konce 80. let byla Pařížská burza řízena korporací makléřů, která měla monopol na kótování. Od počátku 80. let se burza, která se do té doby zaměřovala hlavně na obchod s akciemi, modernizovala kvůli zvýšení konkurenceschopnosti mezi ostatními mezinárodními burzami. Nový systém CAC (cotation assistée en continu, průběžné společné kótování) zavedený v letech 1986-1989 zlepšil postavení na trhu, kde dominovala London Stock Exchange. Poté následovaly i další reformy, jako například změna statutu makléřů a vzniku nových makléřských firem. Modernizace Pařížské burzy byla doprovázena dalšími iniciativami, jako bylo v roce 1989 vytvoření organizovaného trhu finančních derivátů MATIF a MONEP, nyní uskupené pod názvem Euronext. Na konci 90. let a po vzniku NSC (Nouveau système de cotation, nový systém kótování) burza zahájila iniciativu ke sloučení různých evropských burz, které vyvrcholilo vytvořením společnosti Euronext v roce 2000 (spojením pařížské, amsterdamské a bruselské burzy). V roce 2007 byla skupina Euronext spojena s NYSE a vznikla holdingová společnost NYSE Euronext se sídlem v New Yorku.